# Acamptus texanus
Espèce
Acamptus texanus est une espèce d'insectes appartenant à la famille des Curculionidae et au genre Acamptus.

## Classification
L'espèce Acamptus texanus est décrite pat  (Elbert L. Sleeper en 1954.